# The Travels of Jaimie McPheeters
The Travels of Jaimie McPheeters  è una serie televisiva statunitense in 26 episodi trasmessi per la prima volta nel corso di una sola stagione dal 1963 al 1964. È basata sul romanzo omonimo di Robert Lewis Taylor, vincitore del Premio Pulitzer.
La serie, del genere western e rivolta alle famiglie, è nota soprattutto per le interpretazioni dell'allora dodicenne Kurt Russell nel ruolo di Jaimie e di Charles Bronson nel ruolo di Linc. Da due episodi della serie è stato tratto il film Il californiano (Guns of Diablo).

## Personaggi

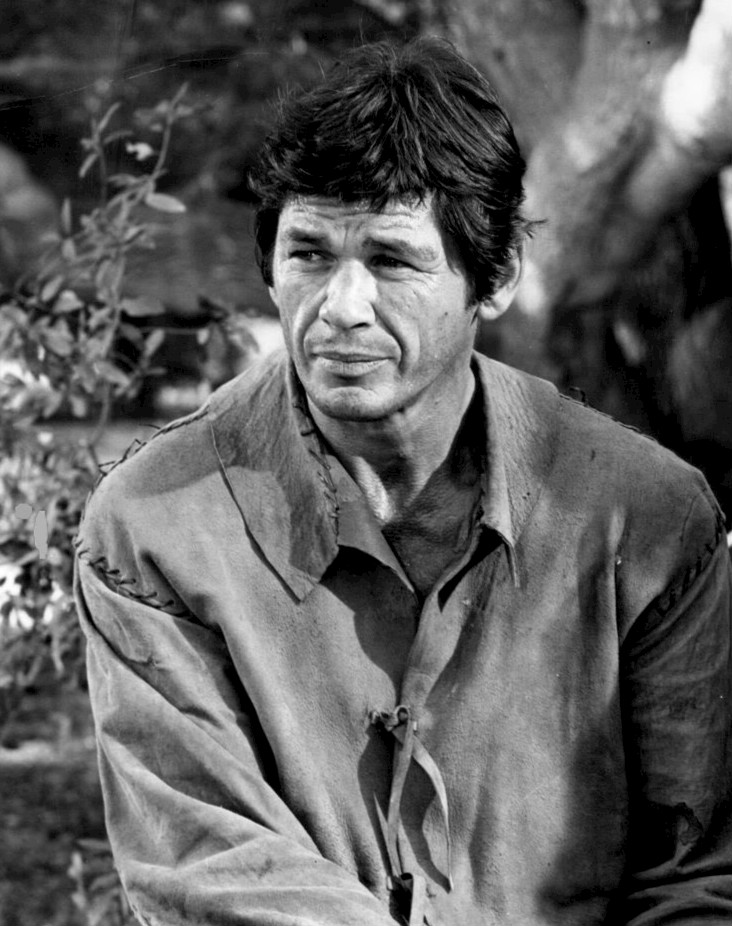
Charles Bronson.

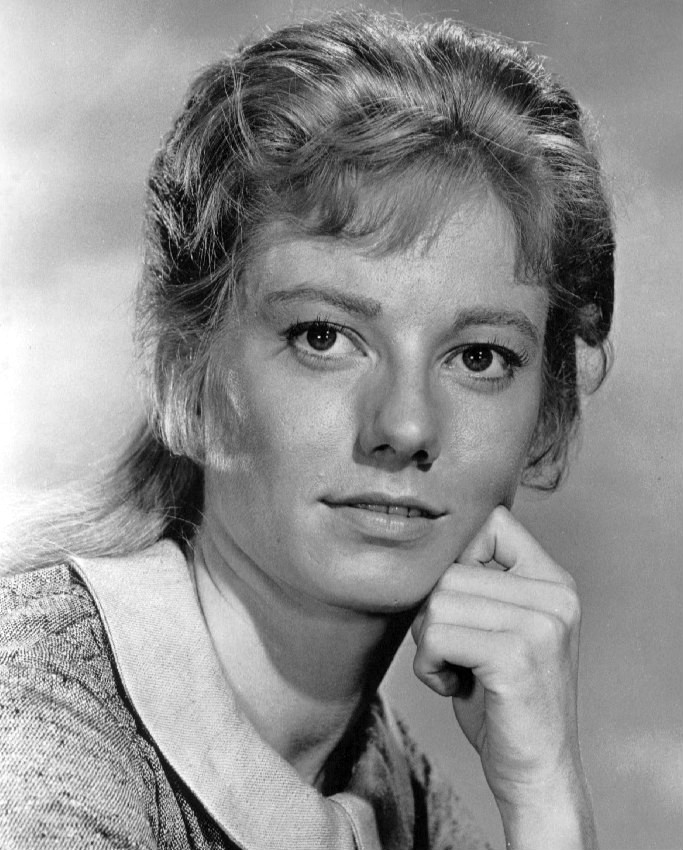
Donna Anderson.

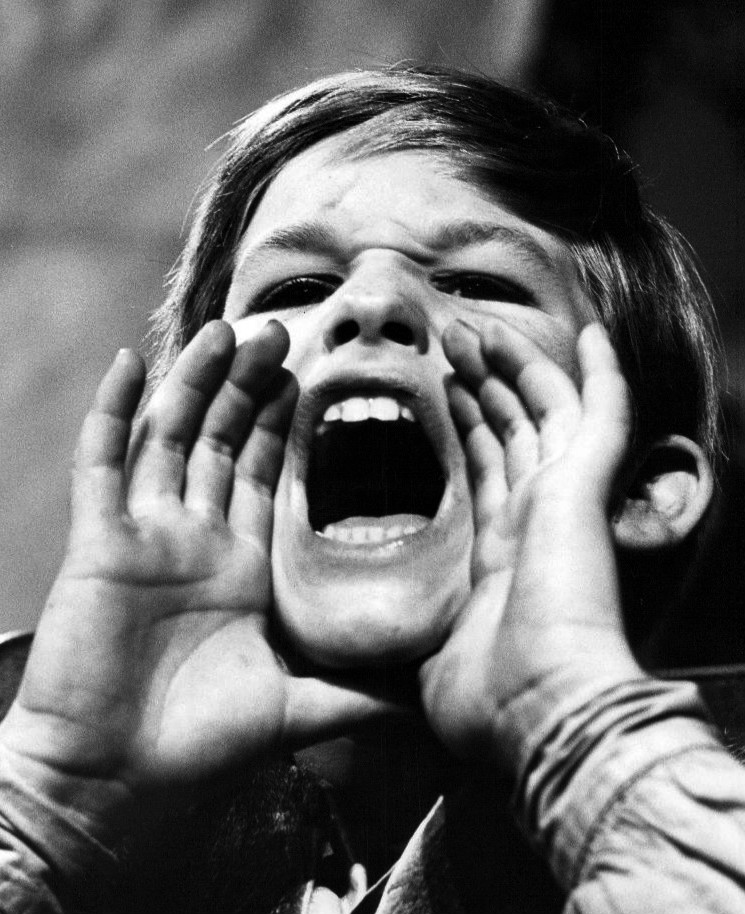
Kurt Russell.

- 'Doc' Sardius McPheeters (26 episodi, 1963-1964), interpretato da	Dan O'Herlihy.
- Jamie McPheeters (26 episodi, 1963-1964), interpretato da	Kurt Russell, ragazzino figlio di Sardius.
- Matt Kissel (19 episodi, 1963-1964), interpretato da	Mark Allen.
- Mrs. Kissel (18 episodi, 1963-1964), interpretato da	Meg Wyllie.
- Coulter (14 episodi, 1963-1964), interpretato da	Michael Witney.
- Linc Murdock (13 episodi, 1963-1964), interpretato da	Charles Bronson.
- Jenny (13 episodi, 1963-1964), interpretato da	Donna Anderson,  giovane donna che fa amicizia con Jaimie durante il pericoloso viaggio verso il West.
- Othello (9 episodi, 1963-1964), interpretato da	Vernett Allen.
- Micah Kissel (9 episodi, 1963-1964), interpretato da	Alan Osmond.
- Lamentations Kissel (9 episodi, 1963-1964), interpretato da	Jay Osmond.
- Deuteronomy Kissel (9 episodi, 1963-1964), interpretato da	Merrill Osmond.
- Leviticus Kissel (9 episodi, 1963-1964), interpretato da	Wayne Osmond.
- Coe (8 episodi, 1963-1964), interpretato da	Hedley Mattingly.
- John Murrel (7 episodi, 1963-1964), interpretato da	James Westerfield.
- Shep Baggott (5 episodi, 1963-1964), interpretato da	Sandy Kenyon.
- Tracey (5 episodi, 1964), interpretato da	Paul Baxley.
- Bagsley (3 episodi, 1964), interpretato da	James Griffith.
- Nellie (2 episodi, 1963-1964), interpretato da	Antoinette Bower.
- Mr. Burton (2 episodi, 1963-1964), interpretato da	Barry Cahill.
- Mendez (2 episodi, 1963-1964), interpretato da	Robert Carricart.
- Dick McBride (2 episodi, 1963-1964), interpretato da	John Davis Chandler.
- Jakins (2 episodi, 1963-1964), interpretato da	Mort Thompson.
- Tod Bullard (2 episodi, 1963), interpretato da	Sheldon Allman.
- Simmons (2 episodi, 1963), interpretato da	Dean Harens.
- Miles Rector (2 episodi, 1963), interpretato da	Chris Hughes.
- capitano Hunting Hawk (2 episodi, 1963), interpretato da	Hank Worden.

## Produzione
La serie fu prodotta da MGM Television e girata negli studios della Metro-Goldwyn-Mayer a Culver City in California.
La serie dovette affrontare la forte concorrenza di Il mio amico marziano, The Ed Sullivan Show e delle serie televisive antologiche della Walt Disney Walt Disney's Wonderful World of Color e fu cancellata dopo la prima stagione.

### Registi
Tra i registi della serie sono accreditati:
- Boris Sagal (5 episodi, 1963-1964)
- Walter Doniger (3 episodi, 1963-1964)
- Fred Jackman Jr. (3 episodi, 1963)
- Ted Post (2 episodi, 1964)

## Distribuzione
La serie fu trasmessa negli Stati Uniti dal 1963 al 1964 sulla rete televisiva ABC.
Alcune delle uscite internazionali sono state:
- negli Stati Uniti il 15 settembre 1963 (The Travels of Jaimie McPheeters)
- in Francia il 26 maggio 1969 (Les voyages de Jaimie McPheeters)
- in Belgio il 5 aprile 1970 (De reizen van Jaimie McPheeters)

## Il film
Dopo la cancellazione della serie, Kurt Russell e Charles Bronson ripreso i loro ruoli di Jaimie McPheeters e Linc Murdock nel film del 1964 Il californiano (Guns of Diablo), una versione estesa a colori dell'episodio finale della serie, The Day of the Reckoning (15 marzo 1964). Russ Conway appare nel film come "Doc" McPheeters, in sostituzione di Dan O'Herlihy in nuove sequenze.

## Episodi
| Stagione       | Episodi | Prima TV USA |
| -------------- | ------- | ------------ |
| Prima stagione | 26      | 1963-1964    |